# 重光威靈殿
重光威靈殿，又作後窟潭威靈殿，俗稱後窟潭宮，台灣澎湖縣廟宇，位於馬公市後窟潭（重光里）的角頭廟，主祀池府王爺，法師流派為「普庵派」。:60–62重光威靈殿為媽宮三甲七保之一，亦為澎湖天后宮交陪廟成員。

## 沿革
「重光里」之名首見於民國35年（1946年），清領時期和日治時期此區聚落皆稱作「後窟潭」，隸屬東西澳管轄，其因位於媽宮社的後方，且聚落所在環繞三座水窟，因而得名；在二戰之後，後窟潭因有日潭、月潭兩座水窟（第三座已被填平），取「日月重光」之意，改名「重光里」，沿用迄今。
後窟潭面朝澎湖內海，南明永曆年間先是有來自泉州府同安的移民遷入，後約莫於清領時期的乾隆年間，當時從金門移入後窟潭的移民有感兇年不斷、民丁不旺，且瘟疫頻仍，適逢池府王爺出巡後窟潭駐驆當地的土地公祠，顯靈驅逐鬼魅、順利平息瘟疫，居民遂另起建「威靈殿」，雕塑池府王爺金身奉祀，感念神恩浩蕩。
綜觀清領時期，後窟潭社普遍民丁和財力皆稀薄，無有大規模重建廟宇的記錄，直到日治時期的明治年間才首次發起廟宇重建工程，亦因經費不足，拖延兩年才竣工。大正12年（1923年），舊威靈殿增建東、西廂房。昭和10年（1935年），威靈殿進行第三度重建，而地方名人高恭（首任馬公鎮長，澎湖水師千總高其華之姪孫:92-93）的石雕蟹蘭圖也應用在此次建築上，同時修葺境內的凌霄寶塔、福德宮、漳水神碑及日月兩潭。昭和20年（1945年），威靈殿曾有抽換樑棟、修補屋瓦的修建記錄。
民國58年（1969年），威靈殿籌備起二戰後首次重建工程。其中，建築結構改以鋼筋水泥構成，工程圖由後窟潭出身的知名建築師謝自南（1907年－1990年）設計、木雕委由「阿義司」葉經義（蘇水欽弟子，2019年國家工藝成就獎得主）承作、「清教司」林清教則擔綱剪粘、堆花等施作，威靈殿增建東西兩側翼室，可供民眾集會等用途使用，順利於民國62年（1973年）落成。此次且負責匠師皆為一時之選，同為後窟潭里人的「國寶級」大木匠師葉根壯也曾敬獻一對巨型花瓶於重光威靈殿內。
民國108年（2019年），重光威靈殿全面拆除，另起重建。

## 鸞堂
日治時期威靈殿的鸞務十分興旺，開辦「明善社日新堂」（成立年份有1922年、1927年不同的說法），編有善書《明善良箴》一部；太平洋戰爭期間，遭逢日本人的取締，鸞務一度沉寂，二戰結束後又重新開堂。民國38年（1949年），刊行《明新金鑒》善書。民國48年（1959年），威靈殿從原「明善社日新堂」，又增設分堂「日新社悅心堂」，分別刊行不同的善書。日新堂於民國52年（1963年）發行《明善金鐘》，後於民國54年（1965年）出版《明心寶鑑》；而悅心堂則分別於民國51年（1962年）和民國54年（1965年）出版《勸世牖民》、《勳猷覺岸》等善書。

## 其他
澎湖馬公「後窟潭」（今重光里）自清領時期起，經日治時期至戰後迄今，陸續孕育出「葉系」葉媽利、葉得令、葉根壯、葉銀河、葉徵湯、陳家耀等，以及「謝系」謝江、謝建、謝自東、謝自北、謝自南、謝自西、余金木等等施作傳統木造建築之師傅，「後窟潭」被譽為澎湖縣「大木匠師之鄉」亦不為過。

## 圖輯

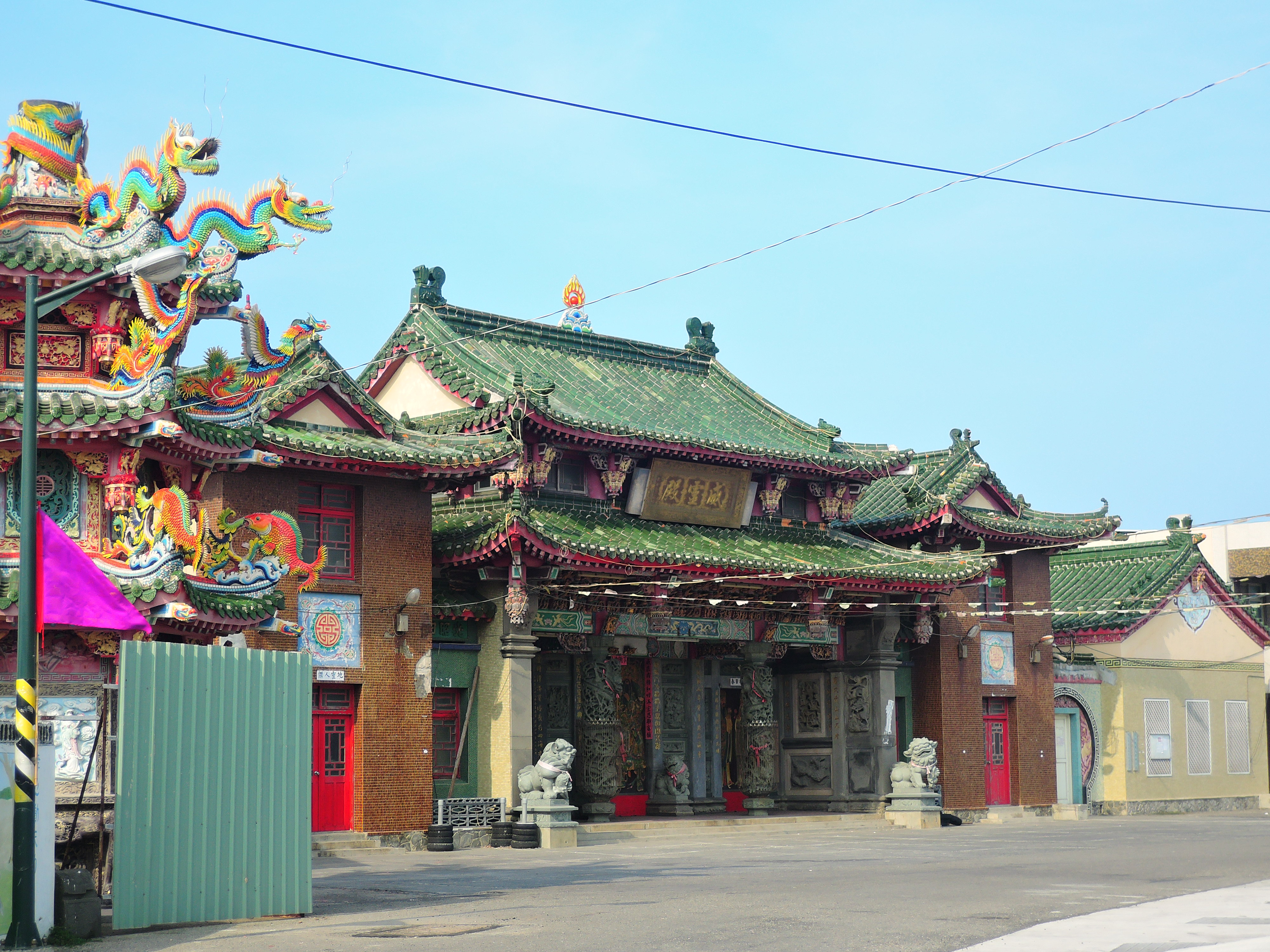
威靈殿側面（攝於2018年，已於2019年拆毀）
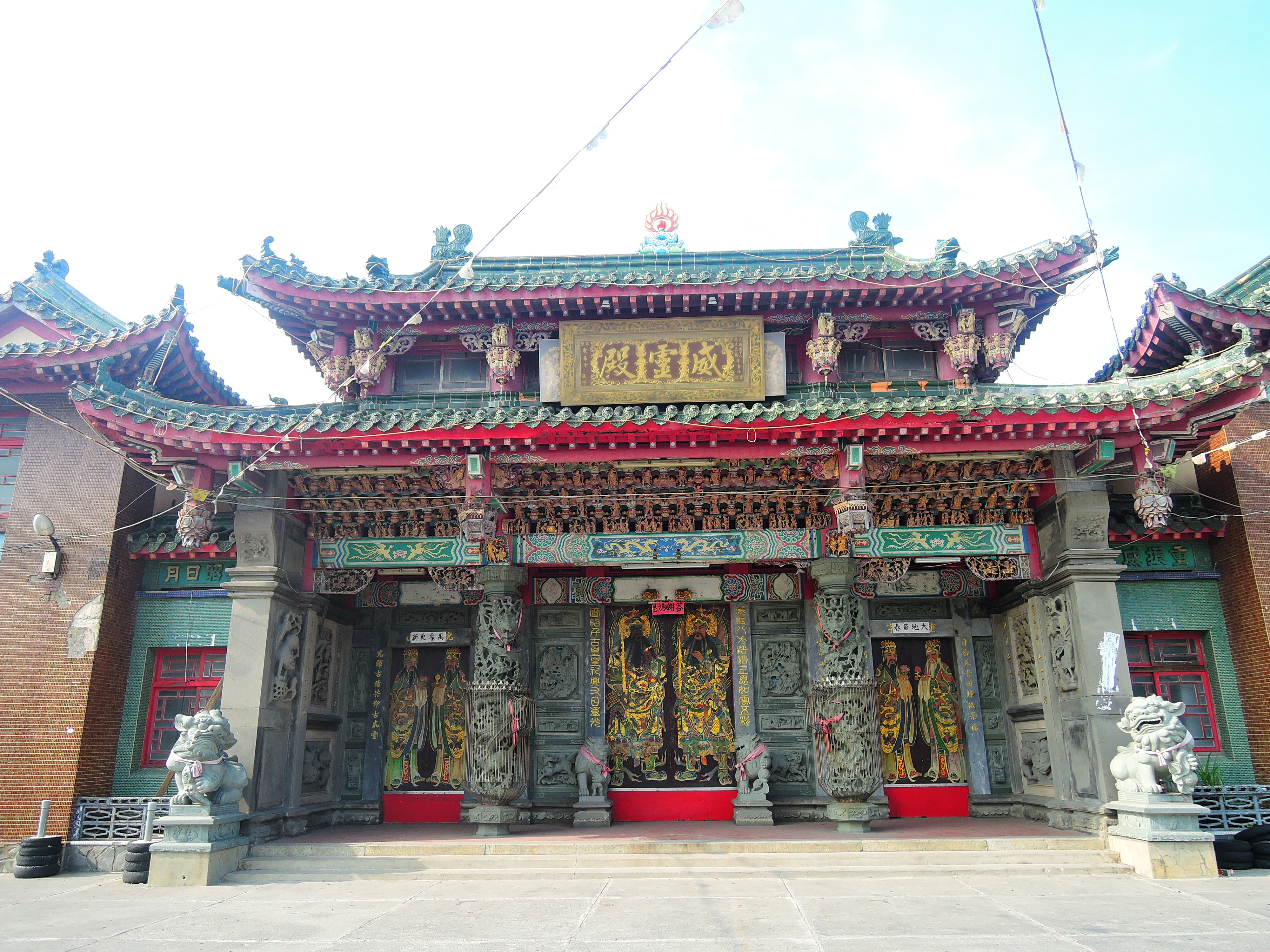
威靈殿立面（攝於2018年，已於2019年拆毀）
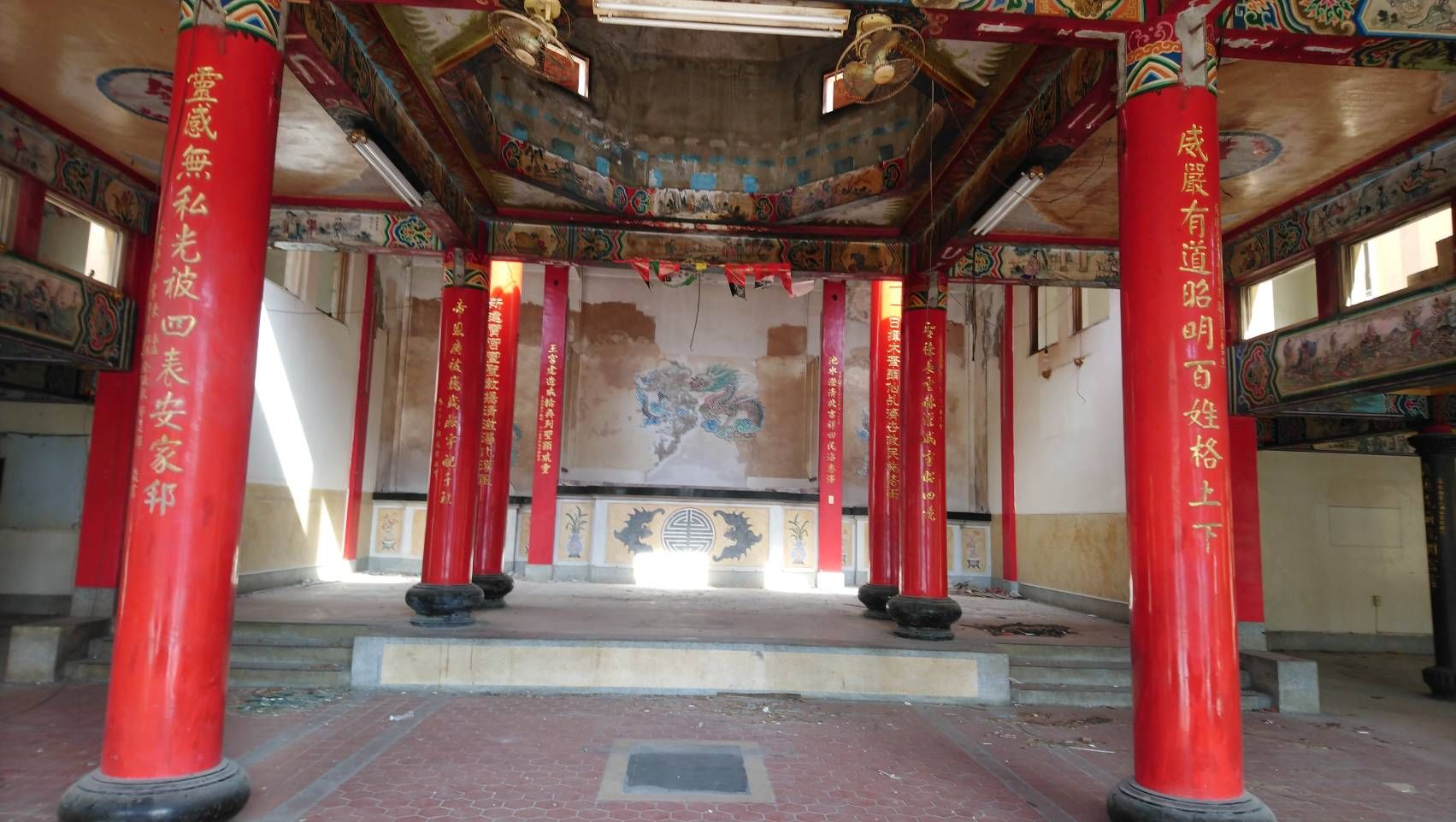
威靈殿神明廳（攝於2018年，已於2019年拆毀）
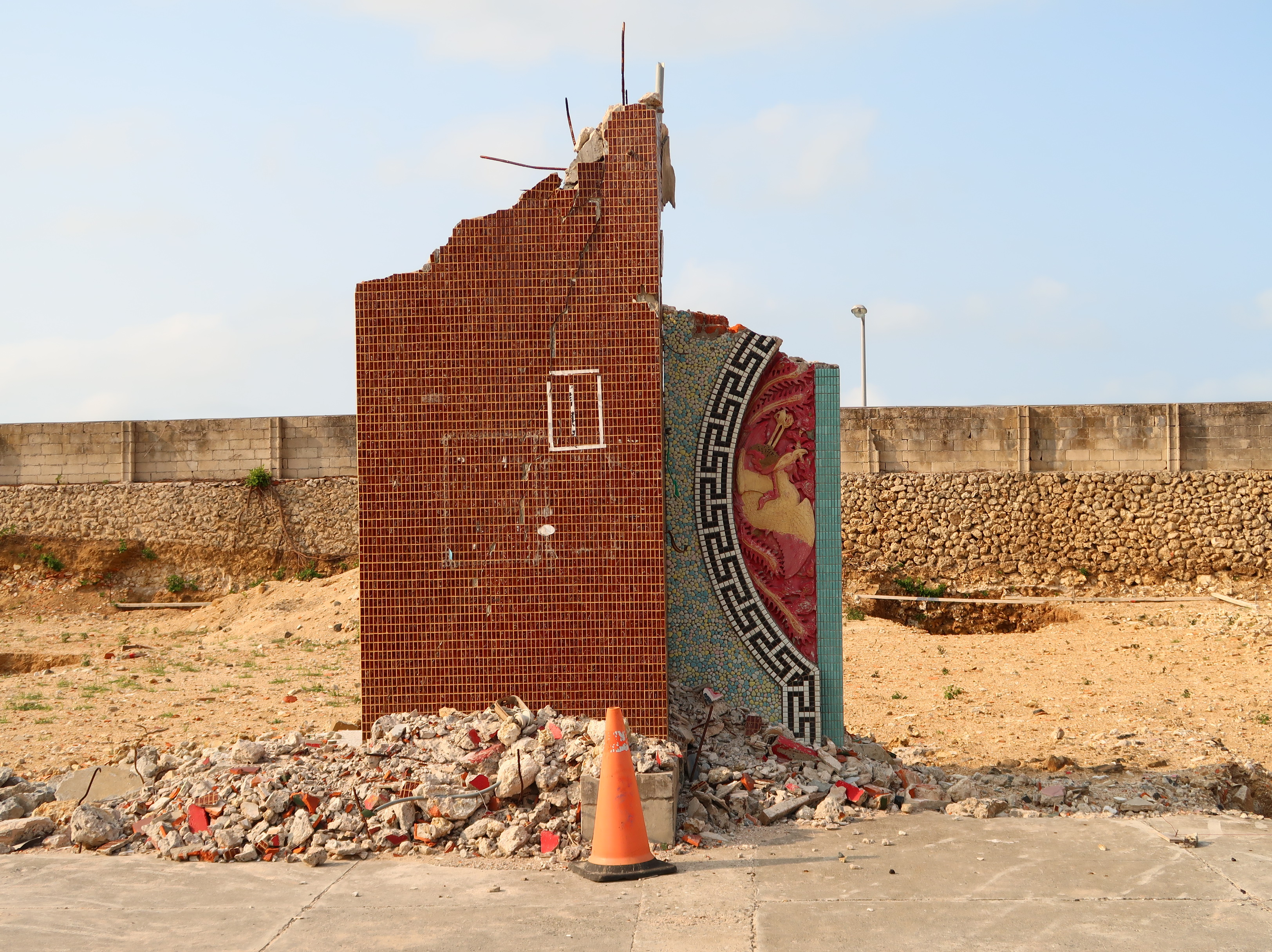
威靈殿斷垣殘壁
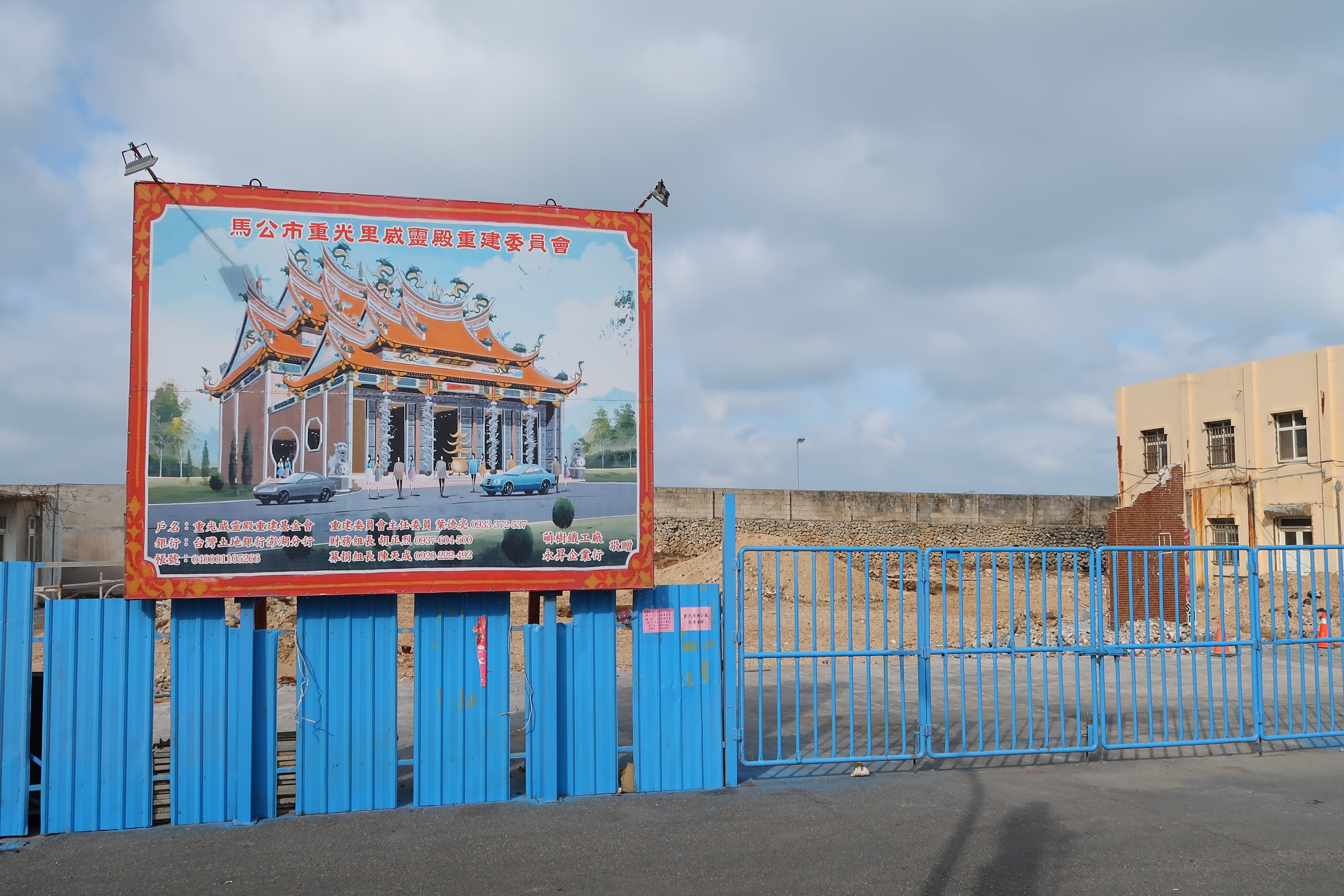
新廟願景圖
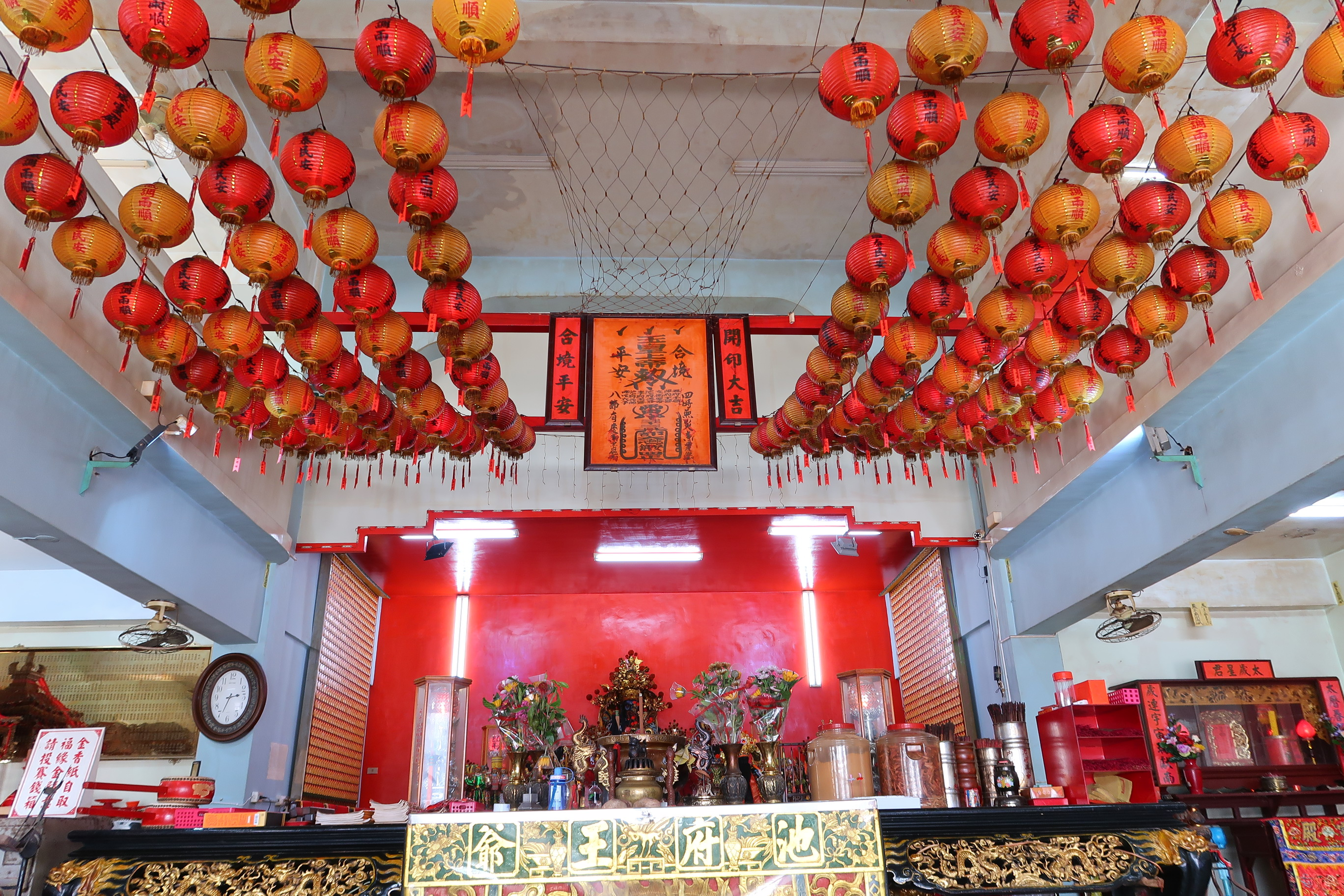
威靈宮行臺內部
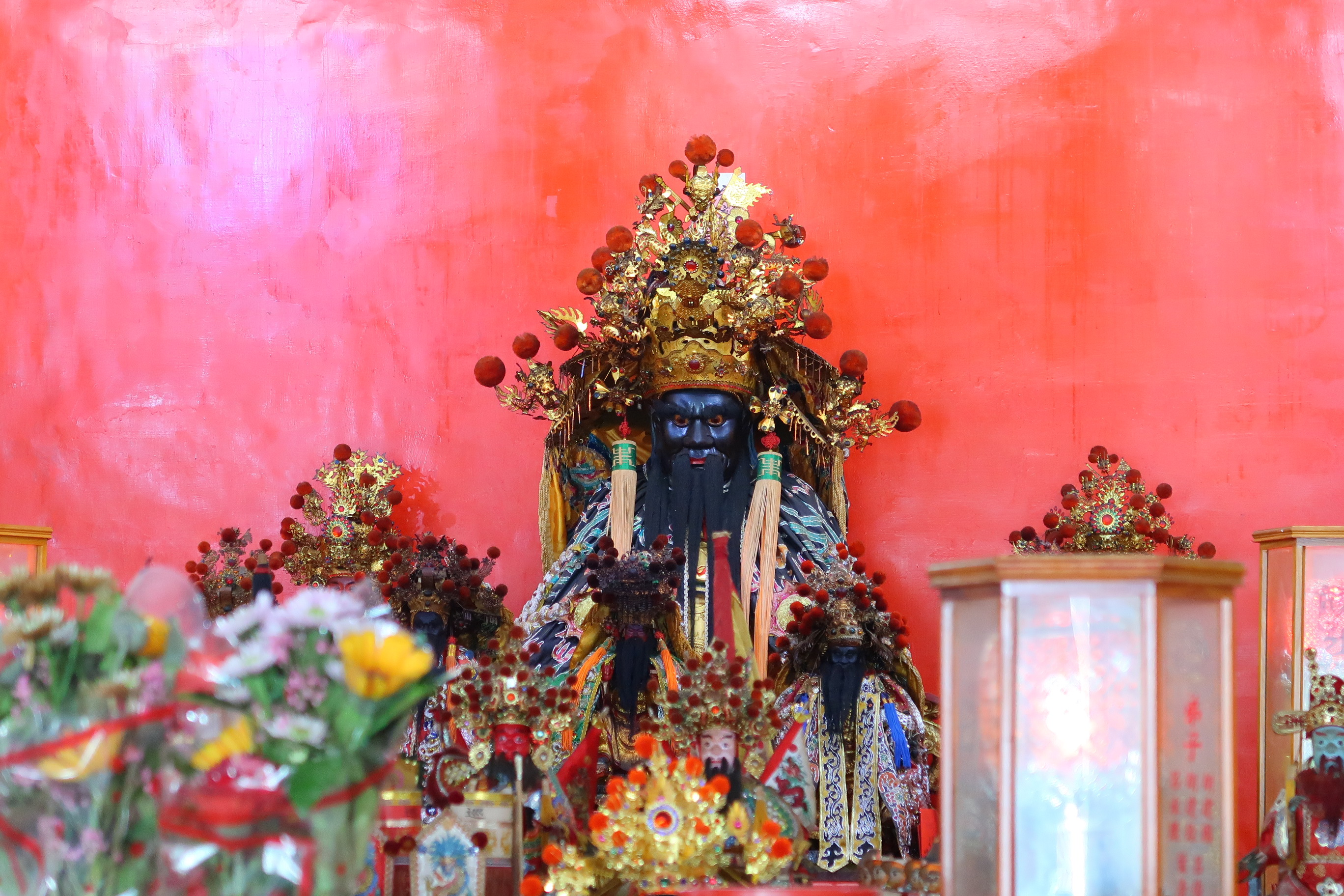
池府王爺像
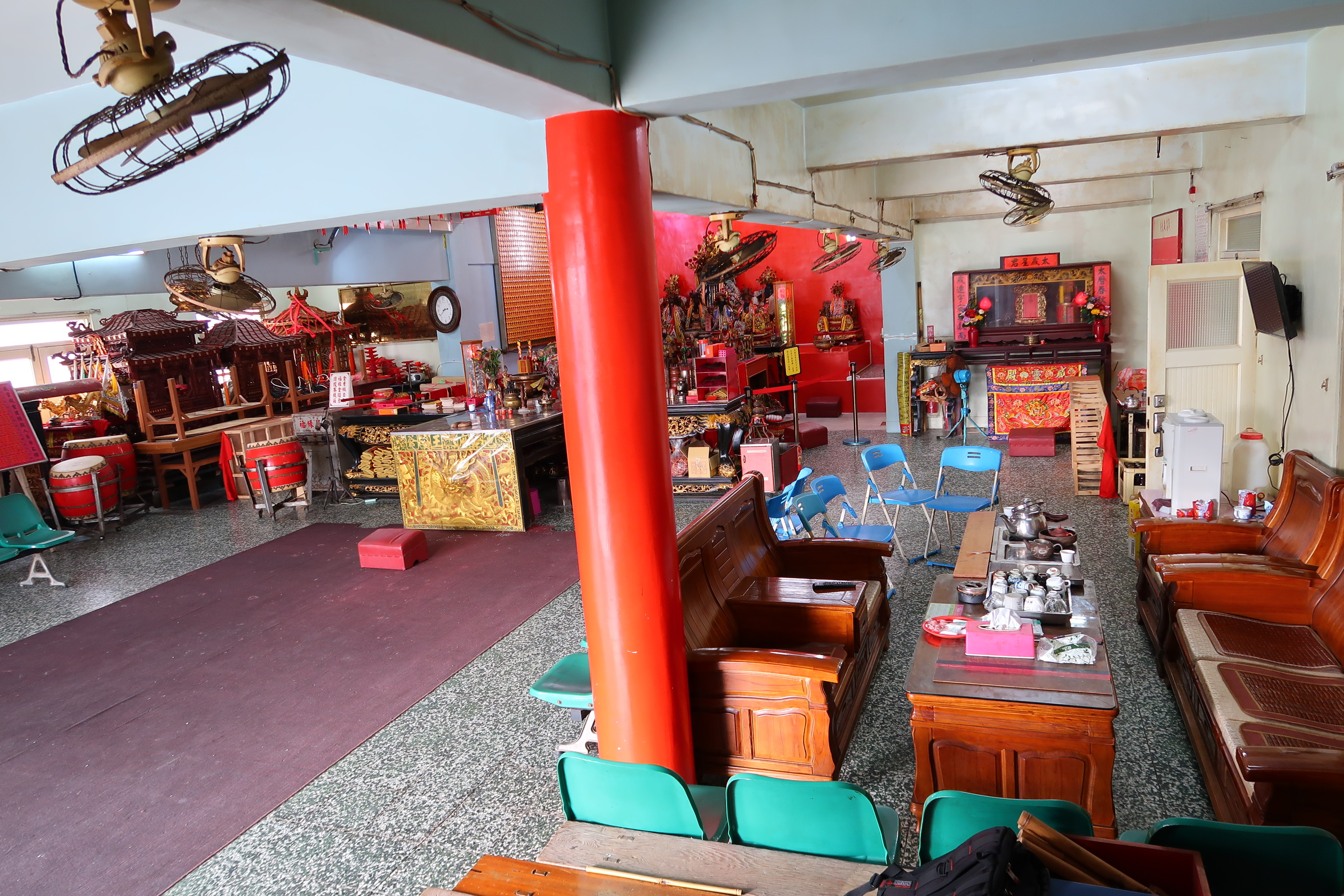
行臺內部全覽
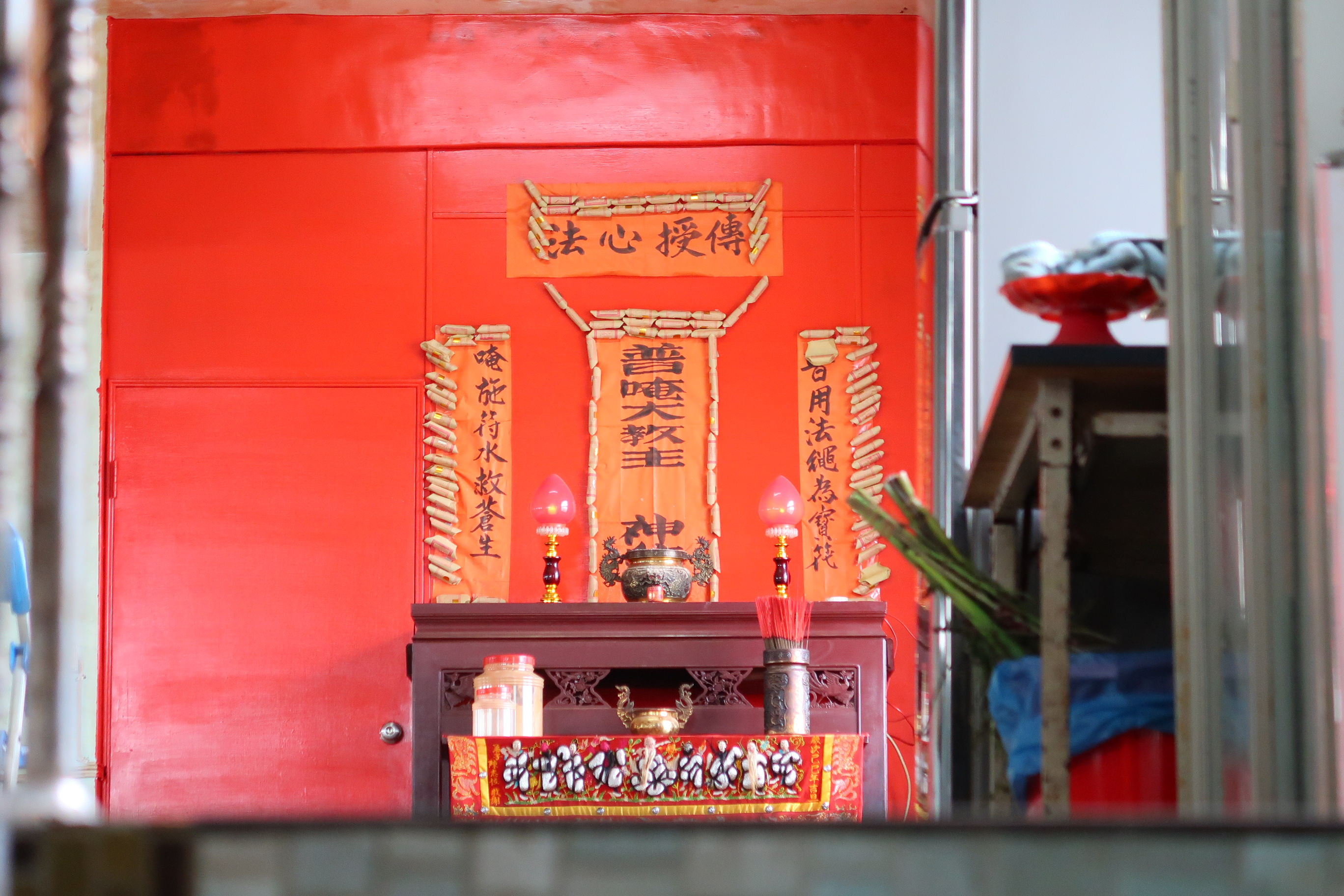
普唵大教主神位
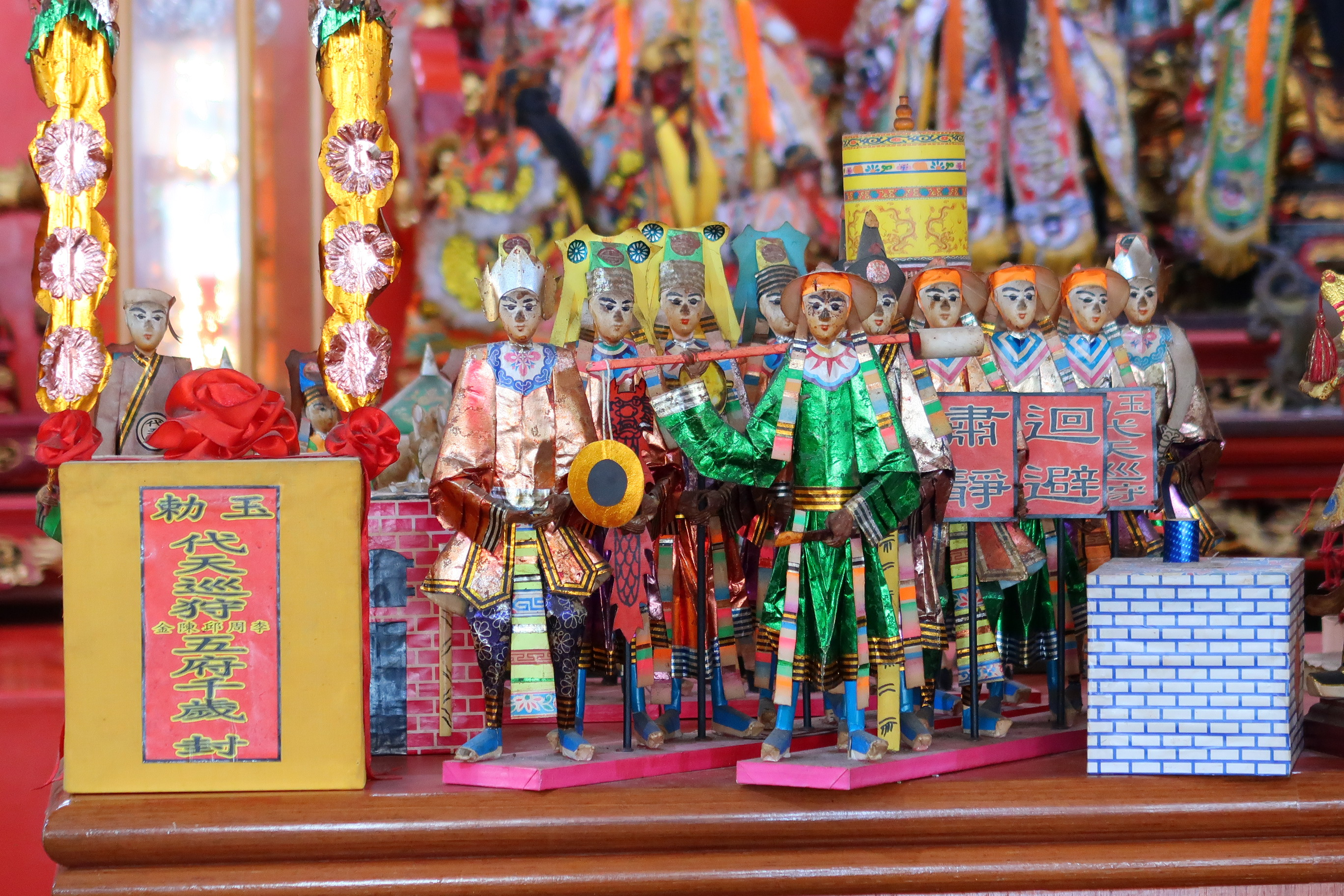
代天巡狩護衛
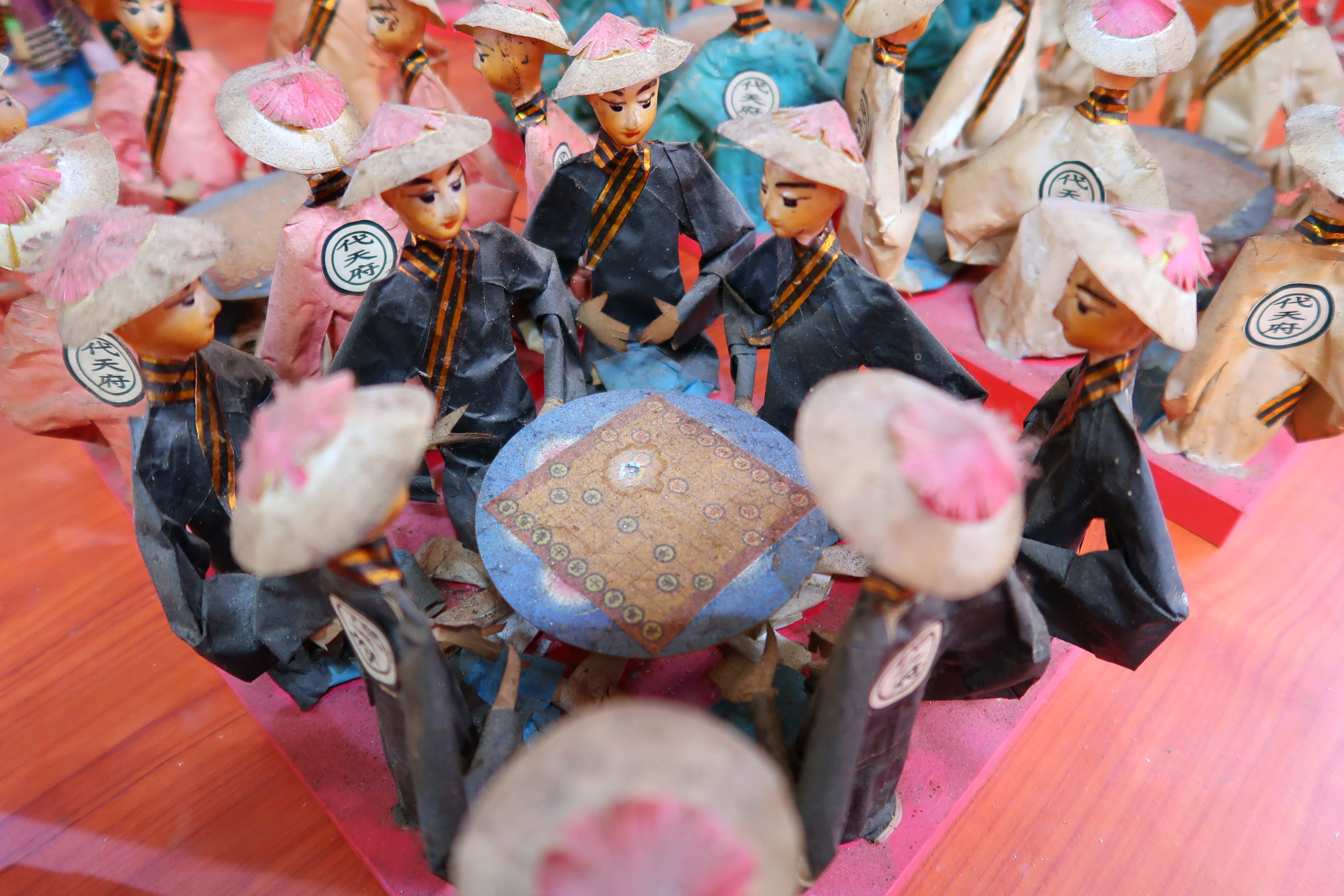
代天巡狩護衛
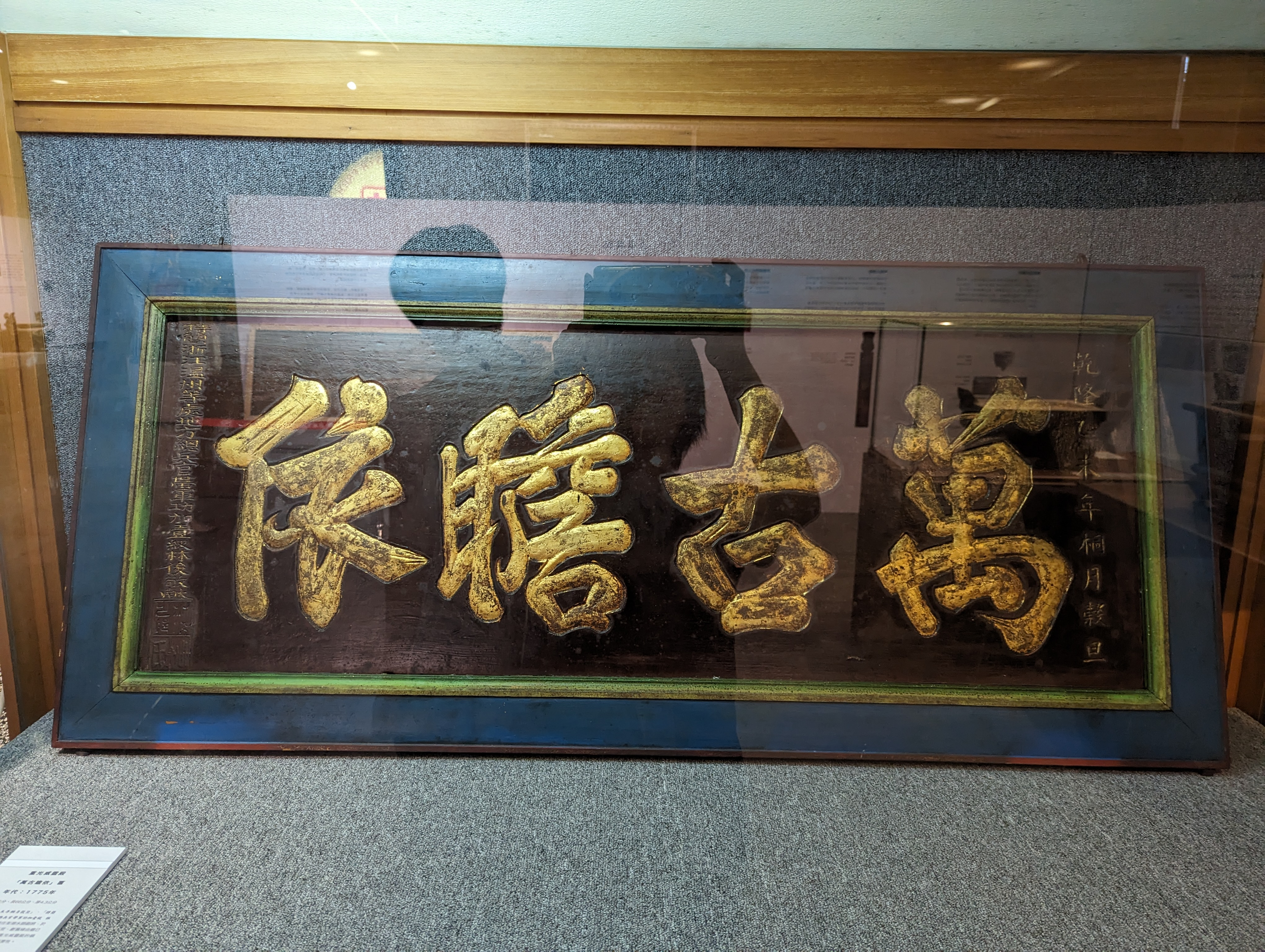
萬古瞻依匾

## 外部連結
23°35′05″N 119°34′17″E / 23.584704°N 119.571372°E

- 澎湖重光威靈殿的Facebook專頁